# Wolfgang Nordwig
Wolfgang Nordwig (Chemnitz, 1943. augusztus 27. –) olimpiai és Európa-bajnok német atléta, rúdugró.

## Pályafutása
1966-ban megnyerte a rúdugrás számát a budapesti atlétikai Európa-bajnokságon. Két évvel később, 1968-ban vett részt első alkalommal az olimpiai játékokon. A mexikóvárosi olimpián Bob Seagren és Claus Schiprowski mögött bronzérmet szerzett.
1969-ben, majd 1971-ben megvédte bajnoki címét a kontinensbajnokságon. 1970. június 17-én 5,45-dal új világrekordot ugrott. Ezt hetekkel később, szeptember 3-án egy centiméterrel megjavította, azonban ez az eredmény sem állt fent hosszú ideig. A görög Hrísztosz Papanikoláu október 24-én 5,49-ot ugrott, Wolfgangnak pedig nem sikerült többé a rekorddöntés.
Az 1972-es müncheni olimpián aranyérmesként végzett, a döntőben 5,50-nel új olimpiai rekordot ugorva győzött. Ezzel ő lett az olimpiai játékok történelmének első nem amerikai férfi rúdugróbajnoka. Ebben az évben őt választották az év kelet-német sportolójának.

## Egyéni legjobbjai
- Rúdugrás - 5,50 méter (1972)